# یانچوکو
یانچوکو (به لاتین: Janczewko) یک روستا در لهستان است که در گمینا یدوابنه واقع شده‌است.